# Mesnil-Saint-Loup
Mesnil-Saint-Loup [mɛnil sɛ̃ lu] ist eine französische Gemeinde mit 583 Einwohnern (Stand: 1. Januar 2022) im Département Aube in der Region Grand Est; sie gehört zum Arrondissement Nogent-sur-Seine und zum Kanton Saint-Lyé. Die Einwohner werden Mesnillats genannt.

## Geographie
Mesnil-Saint-Loup liegt etwa 22 Kilometer westlich von Troyes. Umgeben wird Mesnil-Saint-Loup von den Nachbargemeinden Faux-Villecerf im Westen und Norden, Dierrey-Saint-Pierre im Nordosten und Osten, Dierrey-Saint-Julien im Osten, Estissac im Südosten, Neuville-sur-Vanne im Süden sowie Aix-Villemaur-Pâlis im Südwesten und Westen. 

## Bevölkerungsentwicklung
| Jahr                       | 1962 | 1968 | 1975 | 1982 | 1990 | 1999 | 2006 | 2019 |
| Einwohner                  | 400  | 462  | 480  | 498  | 507  | 523  | 539  | 551  |
| Quellen: Cassini und INSEE |      |      |      |      |      |      |      |      |

## Sehenswürdigkeiten
- Reste der alten Kirche Saint-Loup; ehemals Kapelle der Johanniter-Kommende
- Kirche Notre-Dame-de-la-Sainte-Ésperance
- Kloster Notre-Dame-de-la-Sainte-Ésperance, gegründet von Emmanuel André

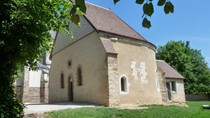
Alte Kirche Saint-Loup
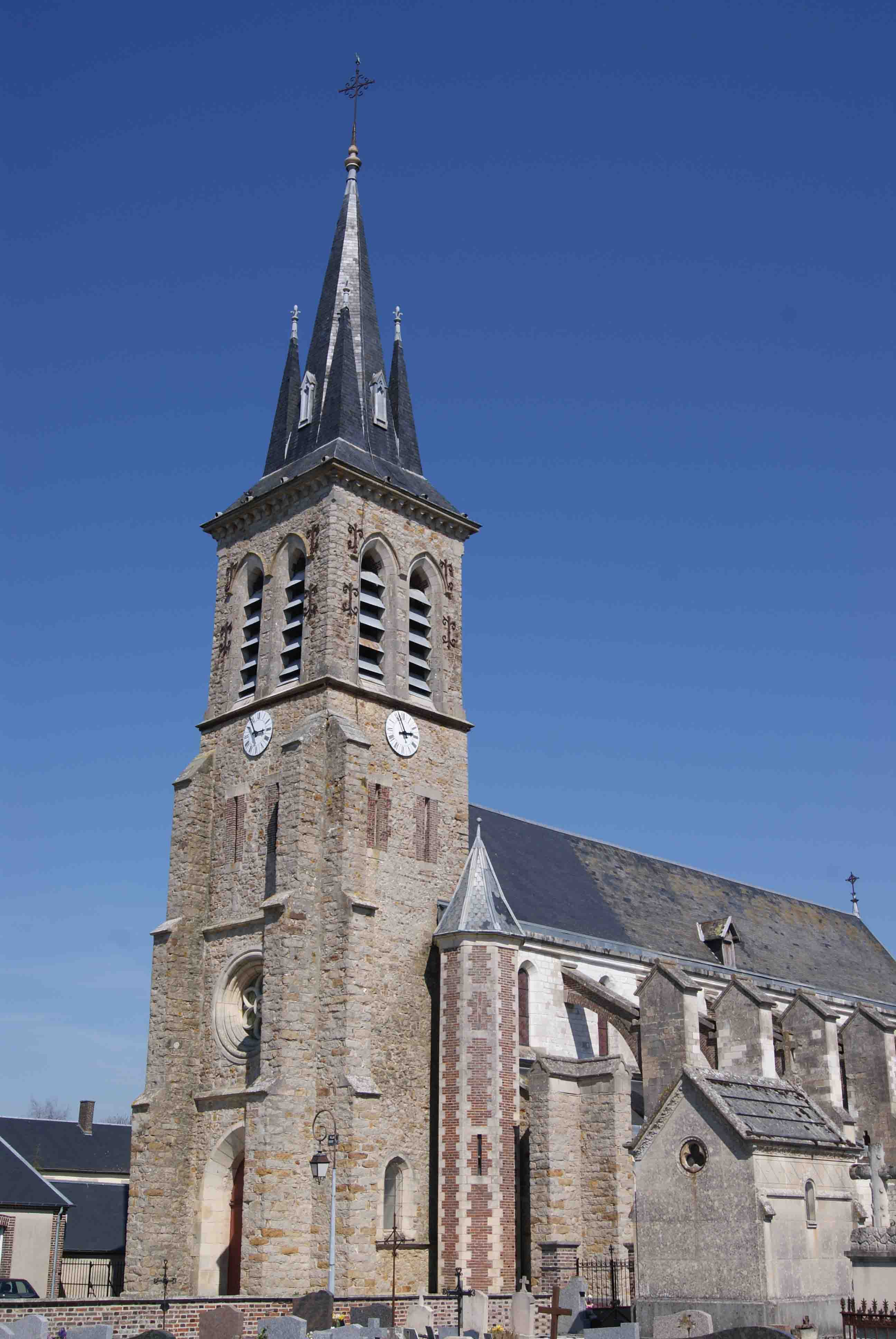
Kirche Notre-Dame-de-la-Sainte-Ésperance
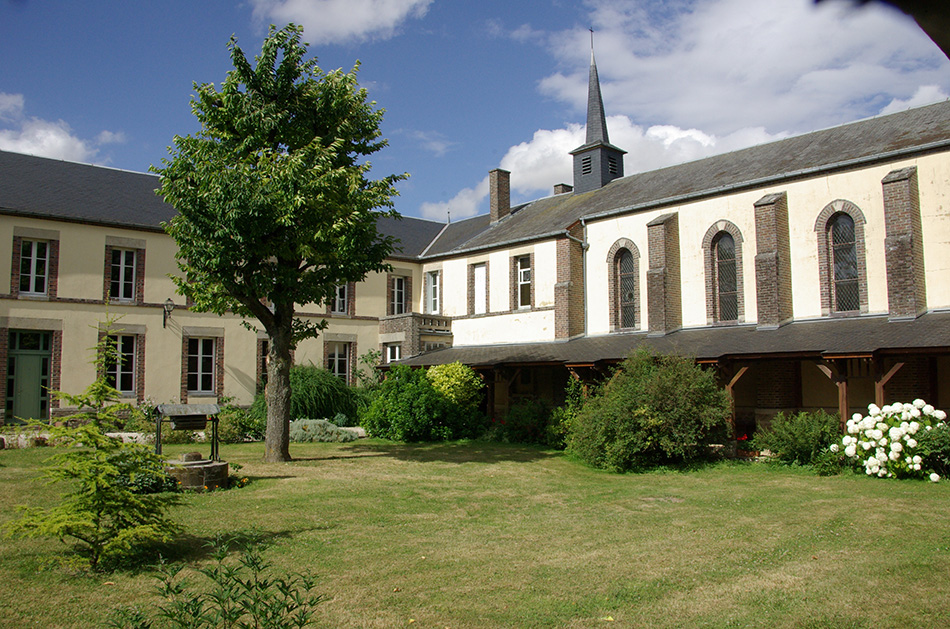
Kloster Notre-Dame-de-la-Sainte-Ésperance